# Juan Silvagno Cavanna
Juan Ambrosio Silvagno Cavanna (Santiago, Chile; 29 de julio de 1934-21 de mayo de 2012) fue un árbitro de fútbol chileno.

## Trayectoria
Fue miembro de la FIFA de 1971 a 1984 y dirigió 9 partidos internacionales. Arbitró un juego de la Copa del Mundo de 1978, tres de su clasificación (zona CONMEBOL), 1978 (2), 1982 (1), también el partido de vuelta de la final de la Copa América 1975 y cuatro partidos amistosos. 
Uno de estos duelos amistosos fue el Mundialito de 1980 que se jugó entre Alemania y Brasil (1:4).